# Barla Deplazes
Barla Deplazes (Zurigo, 14 novembre 1995) è un'ex calciatrice svizzera, di ruolo attaccante..
Legata al Zurigo per tutta la sua carriera senior, tre il 2009 e il 2020 ha conquistato 8 titoli di Campione di Svizzera e 6 Coppe Svizzera. Ha inoltre indossato la maglia della nazionale rossocrociata dalle giovanili, nelle formazioni Under-17 e Under-19, maturando prima del ritiro anche 4 presenze nella nazionale maggiore.

## Palmarès

### Club
- Campionato svizzero: 8

Zurigo: 2009-2010, 2011-2012, 2012-2013, 2013-2014, 2014-2015, 2015-2016, 2017-2018, 2018-2019
- Coppa Svizzera: 6

Zurigo: 2011-2012, 2012-2013, 2014-2015, 2015-2016, 2017-2018, 2018-2019